# Nepatrnec rolní

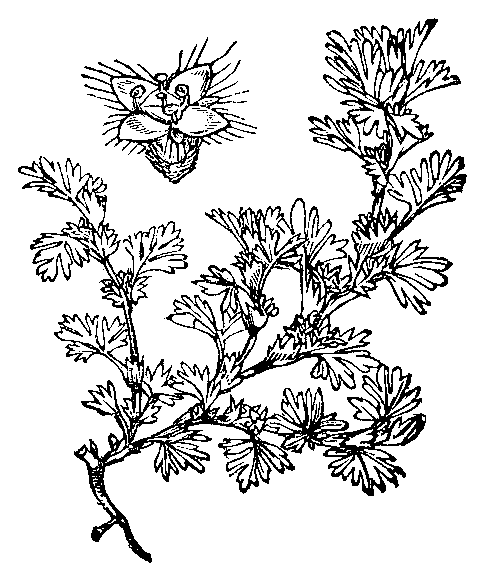
Perokresba nepatrnce rolního

Nepatrnec rolní (Aphanes arvensis) je útlá, obvykle jen málo přes 10 cm vysoká bylinka považována za plevel. Tento původní druh české flóry je jedním ze dvou druhů rodu nepatrnec, které v ní vyrůstají.

## Výskyt
Je původní v celé Evropě a dále přes Turecko a Írán až po Kavkaz. Jako plevelná rostlina byl zavlečen téměř do všech světadílů. V České republice, kde je pokládán za archeofyt, se těžiště jeho výskytu nachází hlavně v nižších a středních polohách, v horských oblastech je méně častý. Hojněji roste v Čechách, nejvíce v Jihočeských pánvích, Plzeňské pahorkatině, Středním Povltaví, Votické vrchovině, Hornosázavské pahorkatině a Českomoravské vrchovině.

## Ekologie
Roste pospolitě na jemně písčitých, jílovitých nebo hlinitých, málo výživných půdách, které jsou nejčastěji mírně kyselé. Objevuje se na obdělávaných polích, hlavně v ozimých obilovinách, jetelovinách, ve vinicích, na úhorech, nekvalitních pastvinách, náspech i rumištích. Obvykle roste na stanovištích s mírně kyselou půdou. Má malou konkurenční schopnost a vůči vzrůstnějším rostlinám se neprosadí.
Rozmnožuje se pouze semeny. Ta mohou vyklíčit jíž na podzim, tehdy semenáček vytvoří drobnou listovou růžici která přezimuje a rostlina pak kvete již brzy z jara. Mohou také vyklíčit až na jaře a pak bylina kvete od léta do podzimu. V teplých oblastech často v letním suchu brzo dozrává a odumírá.

## Popis
Jednoletá nebo ozimá, krátce chlupatá bylina z čeledi růžovitých, která bývá zbarvená tmavě nebo šedě zeleně. Lodyhy má vystoupavé neb poléhavé, krátce článkovité (5 až 20 mm), nejčastěji od báze rozvětvené, dlouhé od 5 do 20 cm a tlusté jen okolo 1 mm. Je střídavě porostlá vespod krátce řapíkatými a nahoře přisedlými listy, 5 až 10 mm velkými, které jsou v obryse deltoidní až okrouhlé. Čepele listů jsou na bázi klínovitě zúžené a dlanitě dělené do tří až pěti laloků s hlubokými zuby. Vespod řapíků jsou velké, prstovitě rozeklané, spolu srostlé palisty srůstající i s řapíkem.
Proti listům vyrůstají drobné, žlutozelené, asi 2 mm velké květy, stěsnané do vrcholíkovitých svazečků. Tato květenství, tvořená pěti až patnácti květy, jsou situována proti srostlým palistům a bývají jimi částečně zakryta. Oboupohlavné květy mají pouze čtyři odstálé kališní lístky, v jejíž mezerách jsou drobné, téměř nepatrné lístky kalíšku, korunní lístky chybějí. V květu je jedna nebo dvě tyčinky s prašníky a vejčitá, hustě chlupatá češule se spodním semeníkem s jednou čnělkou, která dozrává dřív než prašníky. Byliny kvetou od konce dubna do počátku října, květy jsou opylovány hmyzem slétajícím se za nektarem. Ploidie druhu je 2n = 48.
Plod je hnědavá, oválná, 1,3 mm velká, jednosemenná nažka obalená vytrvalou češuli. Nažky často šíří zvířata, u většiny z nich semena projdou zažívacím traktem nepoškozená a neztratí klíčivost.

## Význam
Nepatrnec rolní vlivem intenzifikace zemědělské výroby v současnosti z polí značně ustoupil a nyní se jedná jen o málo významný plevel. Protože z české přírody postupně mizí, je v „Červeném seznamu cévnatých rostlin České republiky“ z roku 2012 hodnocen jako ohrožený druh (C3).